# 콘보이 (영화)
《콘보이》(Convoy)는 미국에서 제작된 샘 페킨파 감독의 1978년  영화이다. 크리스 크리스토퍼슨 등이 주연으로 출연하였고 로버트 M. 셔먼 등이 제작에 참여하였다.

## 출연

### 주연
- 크리스 크리스토퍼슨
- 알리 맥그로우

### 조연
- 버트 영

## 기타
- 미술: 페르난도 카레르
- 의상: 켄트 제임스
- 배역: 린 스터마스터